# Lorenzo Silva
Pour les articles homonymes, voir Silva.
Œuvres principales
- L'Alchimiste impatient

Lorenzo Silva, né le 7 juin 1966 dans le quartier de Carabanchel à Madrid, est un écrivain espagnol, auteur de romans policiers et de littérature d'enfance et de jeunesse.

## Biographie
Il étudie le droit à l'Université complutense de Madrid, puis travaille comme juriste dans l'entreprise Union Fenosa de 1992 à 2002.
Dans les années 1990, il se lance dans l'écriture de fictions, d'articles et d'essais littéraires, puis signe, à partir de Noviembre sin violetas (1995), plusieurs romans policiers qui lui valent une reconnaissance internationale, dont notamment La flaqueza del bolchevique (1997), adapté au cinéma en 2003 par Manuel Martín Cuenca. 
Il est surtout connu pour une série policière dont le héros est le sergent Rubén Bevilacqua, un ex-psychologue et ancien chômeur, devenu membre de la Guardia Civil. Contre son gré, il doit accepter d'être secondé dans ses enquêtes par la jeune, belle et inexpérimentée Virginia Chamorro, qui se révèle pourtant une auxiliaire très efficace. L'Alchimiste impatient (El alquimista impaciente), le meilleur titre de la série, voit le duo chargé d'élucider les circonstances entourant le meurtre d'un responsable de la protection radiologique dans une centrale nucléaire. Ce roman a été adapté au cinéma en 2002 par la réalisatrice Patricia Ferrera. Lorenzo Silva reçoit le prix Nadal en 2000 pour L'Alchimiste impatient et le prix Planeta en 2012 pour La marca del meridiano, septième titre de la série du sergent Bevilacqua. 
En plus de ses romans policiers, Silva a publié de nombreux ouvrages documentaires et de littérature d'enfance et de jeunesse.

## Œuvres

### Romans

#### Trilogie de la nostalgie
- La flaqueza del bolchevique (1997) Publié en français sous le titre Le Chagrin du bolchevik, traduit par Dominique Lepreux, Paris, Éditions J.-C. Lattès, 2004, 189 p.  (ISBN 2-7096-2437-0)
- El ángel oculto (1999)
- El urinario (2007)

#### Série policièreRubén Bevilacqua et Virginia Chamorro
- El lejano país de los estanques (1998) Publié en français sous le titre Une femme suspendue, traduit par Dominique Lepreux, Paris, Éditions J.-C. Lattès, coll. « Suspense & Cie », 2000, 282 p.  (ISBN 2-7096-2090-1)
- El alquimista impaciente (2000) Publié en français sous le titre L'Alchimiste impatient, traduit par Dominique Lepreux, Paris, Éditions J.-C. Lattès, coll. « Suspense & Cie », 2002, 302 p.  (ISBN 2-7096-2209-2) ; réédition, Paris, Le Livre de poche no 37052, 2004  (ISBN 2-253-08796-3)
- La niebla y la doncella (2002) Publié en français sous le titre La Jeune Fille et la Brume, traduit par Dominique Lepreux, Paris, Éditions J.-C. Lattès, coll. « Suspense & Cie », 2005, 370 p.  (ISBN 2-7096-2516-4)
- Nadie vale más que otro. Cuatro asuntos de Bevilacqua (2004)
- La reina sin espejo (2005)
- La estrategia del agua (2010)
- La marca del meridiano (2012)
- Los cuerpos extraños (2014)
- Donde los escorpiones (2016)
- Tantos lobos (2017), 4 nouvelles
- Lejos del corazón (2018)
- El mal de Corcira (2020)
- La llama de Focea (2022)
- Una pésima idea (2021), nouvelle

#### Autres romans
- Noviembre sin violetas (1995)
- La sustancia interior (1996)
- Algún día, cuando pueda llevarte a Varsovia (1997)
- El nombre de los nuestros (2001) Publié en français sous le titre Au nom des nôtres, traduit par Alexandra Carrasco, Paris, Éditions Fayard, 2003, 328 p.  (ISBN 2-213-61648-5)
- La isla del fin de la suerte (2001)
- Carta blanca (2004)
- Muerte en el "reality show" (2007)
- El blog del inquisidor (2008)
- Niños feroces (2011)
- El hombre que destruía las ilusiones de los niños (2013), 21 nouvelles
- Historia de una piltrafa (2014), 3 nouvelles
- Música para feos (2015)
- Nada sucio (2016), en collaboration avec Noemí Trujillo
- Todo por amor (2016), 103 nouvelles
- Recordarán tu nombre (2017)
- Si esto es una mujer (2019), en collaboration avec Noemí Trujillo, première nouvelle de l'inspecteur Manuela Mauri
- Y te irás de aquí (2020), sous le pseudonyme de Patricia Kal
- Castellano (2021)
- La forja de una rebelde (2022), en collaboration avec Noemí Trujillo, deuxième nouvelle de l'inspecteur Manuela Mauri
- Nadie por delante (2022), 42 nouvelles
- Púa (2023)
- La innombrable (2024), en collaboration avec Noemí Trujillo,  troisième nouvelle de l'inspecteur Manuela Mauri

### Ouvrages de littérature d'enfance et de jeunesse

#### Contes
- El déspota adolescente (2003)
- El hombre que destruía las ilusiones de los niños (2013)

#### Romans
- Algún día, cuando pueda llevarte a Varsovia (1997)
- El cazador del desierto (1998)
- La lluvia de París (2000)
- Laura y el corazón de las cosas (2002)
- Los amores lunáticos (2002)
- Pablo y los malos (2006), en collaboration avec Violeta Monreal
- La isla del tesoro (2007), adaptation du roman L'Île au trésor de R. L. Stevenson
- Mi primer libro sobre Albéniz (2008)
- Albéniz, el pianista aventurero (2008)
- El videojuego al revés (2009)
- Suad (2013), en collaboration avec Noemí Trujillo

### Essais
- Viajes escritos y escritos viajeros (2000)
- Del Rif al Yebala. Viaje al sueño y la pesadilla de Marruecos (2001)
- Líneas de sombra. Historias de criminales y policías (2005)
- En tierra extraña, en tierra propia. Anotaciones de viaje (2006)
- Y al final, la guerra. La aventura de los soldados españoles en Irak (2006), en collaboration avec Luis Miguel Francisco
- El Derecho en la obra de Kafka (2008)
- La flaqueza del bolchevique (2008), en collaboration avec Manuel Martín Cuenca
- Sereno en el peligro. La aventura histórica de la Guardia Civil (2010)
- Tres mil metros en la noche. Vidas Zip 1 (2009-2010) (2011)
- El misterio y la voz (2011)
- Los trabajos y los días (2012)
- Todo suena (2012)
- Siete ciudades en África: Historia del Marruecos español (2013)
- Sangre, sudor y paz: La Guardia Civil contra ETA (2017), en collaboration avec Manuel Sánchez Corbí
- Ahí fuera (2018), reportages
- Donde uno cae (2019), recueil de 500 articles publiés entre 2009 et 2019 dans la section Vidas.zip du quotidien El Mundo
- Diario de la alarma (2020)